# One Step Closer (альбом The Doobie Brothers)
One Step Closer — девятый студийный альбом американской рок-группы The Doobie Brothers, выпущенный 17 сентября 1980 года. Альбом содержит хит «Real Love», который достиг № 5 в Billboard Hot 100; также это последний студийный альбом с Майклом Макдональдом.

## Список композиций
1. «Dedicate This Heart» (Майкл Макдональд, Пол Анка) — 4:07
2. «Real Love[англ.]» (Макдональд, Патрик Хэндерсон[англ.]) — 4:18
3. «No Stoppin’ Us Now» (Патрик Симмонс[англ.], Макдональд, Крис Томпсон) — 4:40
4. «Thank You Love» (Корнелиус Бампус[англ.]) — 6:22
5. «One Step Closer» (Кит Кнудсен[англ.], Карлин Картер[англ.], Джон Макфи[англ.]) — 4:10
6. «Keep This Train A-Rollin’» (Макдональд) 3:29
7. «Just in Time» (Симмонс) — 2:43
8. «South Bay Strut» (Честер Маккракен, Макфи) — 4:05
9. «One By One» (Бобби Лакайнд[англ.], Макдональд) — 3:47

## Участники записи
The Doobie Brothers:
- Патрик Симмонс[англ.] — гитара, вокал
- Джон Макфи[англ.] — гитара, вокал
- Майкл Макдональд — клавишные, орган, cинтезатор, вокал
- Корнелиус Бампус[англ.] — саксофон-тенор, саксофон-сопрано[англ.], флейта, вокал
- Тиран Портер[англ.]  — бас, вокал
- Кит Кнудсен[англ.] — ударные, бэк-вокал
- Честер Маккракен — ударные, вибрафон, маримба

| Дополнительный персонал: - Бобби Лакайнд — конги, бонги, бэк-вокал - Николетт Ларсон — бэк-вокал (в песнях «Real Love», «Dedicate This Heart» и «Just in Time») - Патрик Хэндерсон — клавишные (в песнях «Real Love», «One By One» и «KKeep This Train A-Rollin’») - Ли Торнбург — труба (в песнях «South Bay Strut» и «Keep This Train A-Rollin»), флюгельгорн (в песне «Dedicate This Heart») - Крис Томпсон — бэк-вокал (в песне «No Stoppin ’Us Now») - Тед Темплман — бубен, колокольчик, маракасы - Джером Джамонвиль — саксофон-тенор, аранжировки валторны (в песне «Keep This Train A-Rollin’») - Джоэл Пескин — баритон-саксофон (в песне «Keep This Train A-Rollin’») - Билл Армстронг — труба (в песне «Keep This Train A-Rollin’») - Джимми Хаскелл — струнные аранжировки (в песнях «Real Love» и «South Bay Strut») | Технический персонал: - Тед Темплман — музыкальный продюсер - Джоан Паркер — менеджер проекта - Сюзин Шоуп — производственный координатор - Джеймс Айзексон — звукоинженер - Джин Мерос — второй инженер - Кент Дункан — инженер мастеринга - Тим Деннан — инженер мастеринга - Норман Зеефф — фотограф - Джим Уэлч — художественное руководство и дизайн - Брюс Кон — менеджмент |

## Позиции в хит-парадах
Годовые чарты:
| Хит-парад (1981)                   | Позиция |
| ---------------------------------- | ------- |
| США (Billboard Top Popular Albums) | 76      |